# کریس بیلی (بازیکن هاکی روی چمن)
کریس بیلی (انگلیسی: Chris Bailey؛ زادهٔ ۵ فوریهٔ ۱۹۷۲) بازیکن هاکی روی یخ اهل ایالات متحده آمریکا بود.